# Martyrs de Ruremonde
Les Martyrs de Ruremonde étaient 13 clercs de Ruremonde tués par les troupes de Guillaume Ier d'Orange en 1572.

## Histoire
Le 23 juillet 1572, peu après le début de la guerre de Quatre-Vingts Ans, les troupes de Guillaume d'Orange s'emparent de la ville de Ruremonde. Guillaume autorisa le pillage et les soldats, de confession réformée, sévirent principalement sur les églises et monastères catholiques. La Chartreuse de Ruremonde a été prise d'assaut et la moitié des religieux présents ont été tués.
Les faits ont été décrits par Arnoldus Havensius, un moine chartreux, dans le livre Historica relatio duodecim Martyrum Cartusianorum. La nouvelle a provoqué une grande indignation dans toute l'Europe. Les Martyrs de Ruremonde devinrent plus célèbres que les martyrs de Gorcum, tués par les Gueux de mer en juillet 1572. De nombreuses œuvres d'art furent consacrées à ce qui s'était passé à Ruremonde, et la mémoire des martyrs fut entretenue surtout parmi les Chartreux. Les ossements des victimes ont été conservés comme reliques dans le Caroluskapel à Ruremonde.

## Martyrs
- Stefanus van Ruremonde
- Albertus van Winsen
- Johannes van Sittard
- Erasmus van Maastricht
- Matthias van Keulen
- Henricus Wellen
- Johannes van Luik
- Johannes Leeuwis
- Johannes Gressenich
- Severus van Koblenz
- Paulus van Waelwijck
- Wilhelmus Wellen
- Vincentius van Herck

## Culte
Les Martyrs de Ruremonde furent immédiatement l'objet d'une grande vénération, notamment parmi les Chartreux, et de nombreuses œuvres d'art leur furent dédiées. Le peintre Vincenzo Carducci a représenté les vicissitudes des martyrs dans ses toiles peintes entre 1626 et 1632 pour le chœur du monastère d'El Paular. Entre 1615 et 1671, le peintre et moine chartreux Juan Sánchez Cotán a représenté ces épisodes dans le cadre de deux cycles de fresques réalisées pour le monastère de la Cartuja à Grenade.
Trois ans après le massacre, les reliques des martyrs ont été déplacées dans une chapelle de la Chartreuse de Ruremonde, avec une épitaphe de l'évêque Wilhelmus Lindanus. Aujourd'hui encore, les martyrs font l'objet de la dévotion des habitants de Ruremonde où, chaque 23 juillet, ils sont commémorés par une messe solennelle de requiem et une procession.